# Tempyō-Shōhō
Tempyō-Shōhō (japanisch 天平勝宝) ist eine japanische Ära (Nengō) von  August 749 bis September 757 nach dem gregorianischen Kalender. Der vorhergehende Äraname ist Tempyō-Kampō, die nachfolgende Ära heißt Tempyō-Hōji. Die Ära fällt in die Regierungszeit der Kaiserin (Tennō) Kōken. 
Der erste Tag der Tempyō-Shōhō-Ära entspricht dem 19. August 749, der letzte Tag war der 5. September 757. Die Tempyō-Shōhō-Ära dauerte neun Jahre oder 2904 Tage.

## Ereignisse
- 751 Das Kaifūsō wird kompiliert
- 754 Jianzhen kommt von China nach Japan
- 756 Der Nachlass des Shōmu Tennō geht an den Tōdai-ji